# Desa Ramanuju
Desa Ramanuju är en administrativ by i Indonesien.   Den ligger i provinsen Banten, i den västra delen av landet, 90 km väster om huvudstaden Jakarta. Desa Ramanuju ligger vid sjön Waduk Krakatausteel.